# Giovanni Gallavotti
Giovanni Gallavotti (* 29. Dezember 1941 in Neapel) ist ein italienischer mathematischer Physiker. Er ist Professor Emeritus an der Universität La Sapienza in Rom.

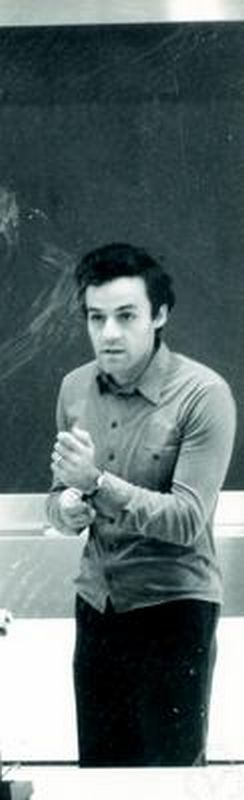
Gallavotti in Rennes 1975

## Leben und Wirken
Er studierte an den Universitäten Rom (Laurea 1963) und Florenz (Diplom 1965), wo er anschließend Dozent war. 1966 bis 1968 war er zu Forschungsaufenthalten am IHES und danach bis 1970 an der Rockefeller University.  Er wurde 1968 am IHES mit einer Dissertation Correlation function analyticity in the Ising model bei David Ruelle promoviert. Ab 1970 war er Professore incaricato in der mathematischen Fakultät der Universität Rom und ab 1972 außerordentlicher Professor für theoretische Physik in Neapel. Ab 1975 hatte er einen Lehrstuhl an der Universität Rom (abwechselnd für „rationale Mechanik“, Mathematische Physik, Hydrodynamik). 1982 war er Lefschetz Professor an der Princeton University und 1984/85 war er am Institute for Advanced Study in Princeton.
Gallavotti beschäftigt sich mit statistischer Mechanik (unter anderem mit dem Ising-Modell), stochastischen Prozessen, dynamischen Systemen (unter anderem Billard-Systeme, KAM-Theorie), Navier-Stokes-Gleichungen und der Renormierungsgruppe.
1997 erhielt er den italienischen Premio Nazionale der Accademia dei Lincei, deren korrespondierendes Mitglied er seit 1994 ist. 2007 erhielt er mit Kurt Binder die Boltzmann-Medaille für seine fundamentalen Beiträge zu einem genauen Verständnis von Statistischer Physik im Gleichgewichts- und Nichtgleichgewichts-Fall und insbesondere für die Entwicklung einer konstruktiven Renormierungsgruppe für Phasenübergänge, dynamische Systeme und Quantenflüssigkeiten,  1986 war er Invited Speaker auf dem Internationalen Mathematikerkongress (ICM) in Berkeley (Renormalization theory and group in mathematical physics) und 1998 in Berlin (Plenarvortrag). 1998 bis 2004 war er im wissenschaftlichen Leitungsrat des IHES, ab 2000 in dem des Erwin-Schrödinger-Instituts für Mathematische Physik in Wien und 2000 bis 2005 in dem des Instituts Henri Poincaré in Paris. 2006 war er Präsident der International Association of Mathematical Physics (IAMP). Er war 1988 Mitgründer des Journal of Nonlinear Science und war Mitherausgeber der Zeitschriften Communications in Mathematical Physics (1973 bis 1976), Journal of Statistical Physics (1976–1978) und Journal of Mathematical Physics (ab 2004). 2008 wurde er zum ordentlichen Mitglied der Academia Europaea gewählt. 2018 erhielt er den Henri-Poincaré-Preis.
Er ist der Sohn des Altphilologen Carlo Gallavotti (1909–1992) und mit der Kunsthistorikerin Daniela Cavallero verheiratet.

## Schriften
- The Elements of mechanics. Springer, 1983
- Fluid Mechanics – Foundations. Springer, 2001
- Statistical Mechanics – a short treatise. Springer, 1999
- mit G.Benfatto: Renormalization Group. Princeton University Press, 1995
- Quasi-integrable mechanical systems. In: Les Houches Lectures, 43, 1984, erschienen 1986